# Cát Bi plaza
Cát Bi plaza là một Trung tâm thương mại mới được xây dựng tại số 1 đường Lê Hồng Phong (đầu Ngã Năm - cũ), quận Ngô Quyền, thành phố Hải Phòng.(20.861098°B -106.696676°T / 20,861098°B 106,696676°Đ Tọa độ: vĩ độ < 0 có chữ bán cầu
{{#coordinates:}}: vĩ độ không hợp lệ) CatBi Plaza nằm cách Sân bay Cát Bi và đường cao tốc Hà Nội-Hải Phòng khoảng vài cây số. Công trình có vị trí thuận lợi cho các hoạt động kinh tế, giao dịch thương mại... của một thành phố công nghiệp, cảng biển như Hải Phòng. Cát Bi Plaza hứa hẹn mở ra rất nhiều dịch vụ, thỏa mãn nhu cầu khách hàng trong và ngoài nước khi công trình đi vào hoạt động. Cát Bi plaza còn theo chính sách môi trường xanh, tôn trọng và bảo vệ môi trường trong xanh và sạch đẹp.
Ngày 29 tháng 6 năm 2012, một phần trung tâm thương mại đã được đưa vào sử dụng, các phần còn lại đang được gấp rút hoàn thành và chuẩn bị được khai thác.

## Mô hình kiến trúc

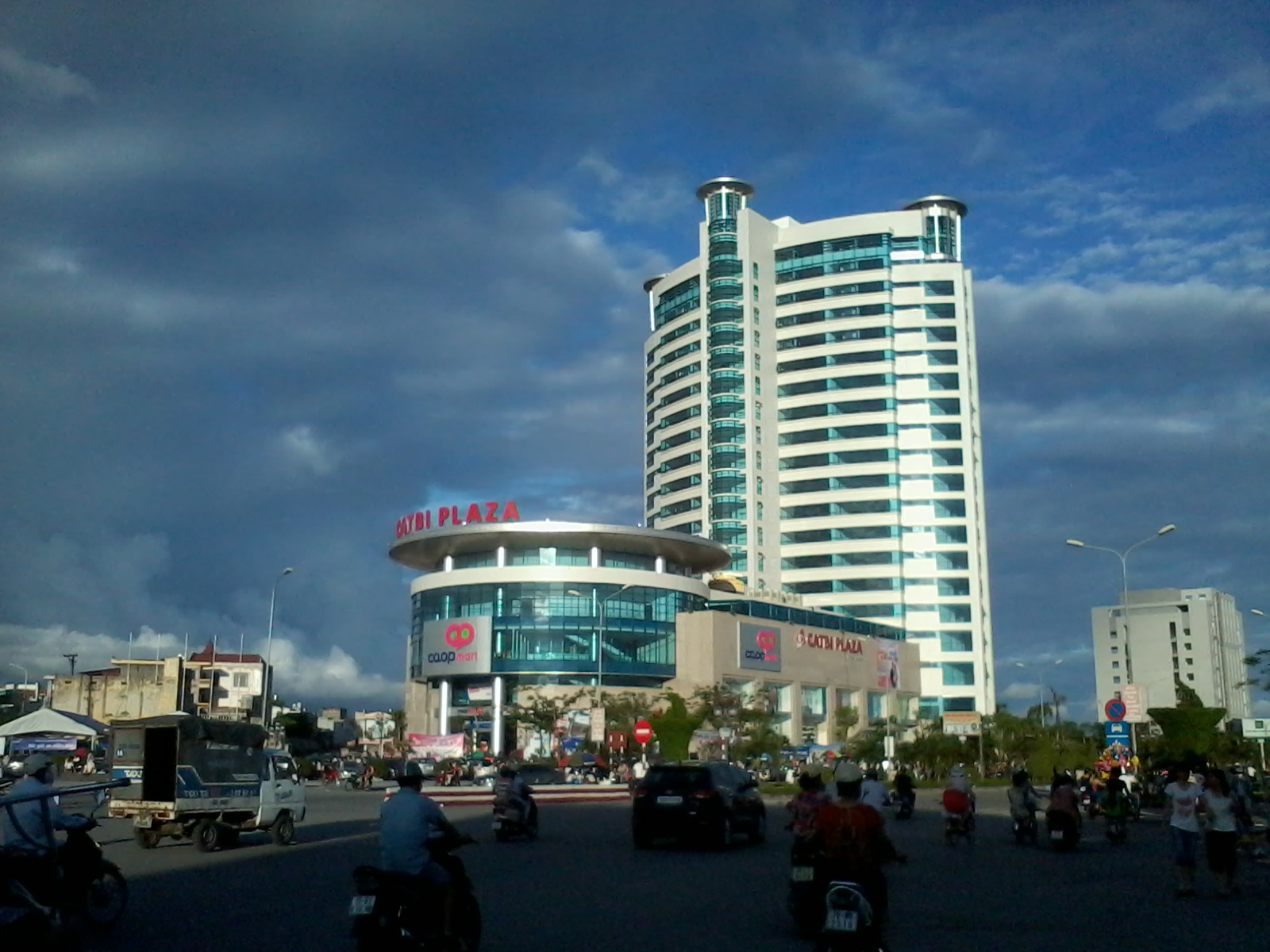
Cát Bi plaza

Cát Bi plaza là một tổ hợp cao 21 tầng trong đó có Trung tâm thương mại, văn phòng, căn hộ cao cấp cho thuê và các tiện ích phục vụ khác. Tổng diện tích sàn khai thác kinh doanh là 24.015 m² trong đó khu trung tâm thương mại có tổng diện tích 9.000 m² trải dài từ tầng 1 đến tầng 3. Từ tầng 4 đến tầng 21, diện tích khoảng 15.000 m². Đây sẽ là khu mua sắm hiện đại được đầu tư bởi các doanh nghiệp bán lẻ lớn trong nước, hình thành khu thương mại tập trung của người Việt theo phương châm kinh doanh "người Việt dùng hàng Việt".
Trong số các doanh nghiệp Việt đã khai thác kinh doanh tại đây có những thương hiệu nổi tiếng như siêu thị Co.op mart, nhà sách Fahasa, thời trang exchange blue,... Ngoài ra còn có một số thương hiệu ngoài như gà rán Jollibee, Lotteria,...

## Hình ảnh

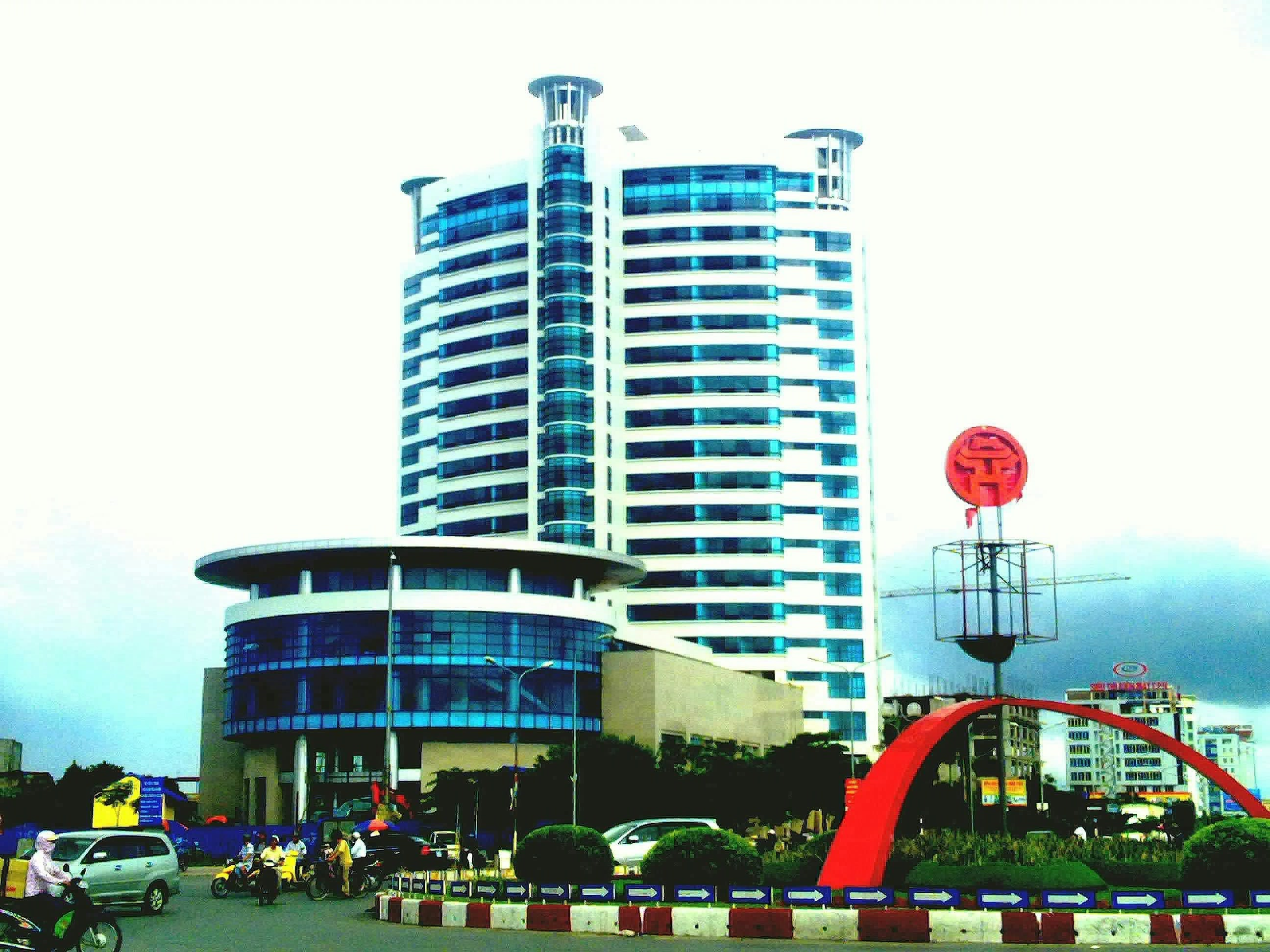
Cát Bi plaza trong giai đoạn hoàn thiện
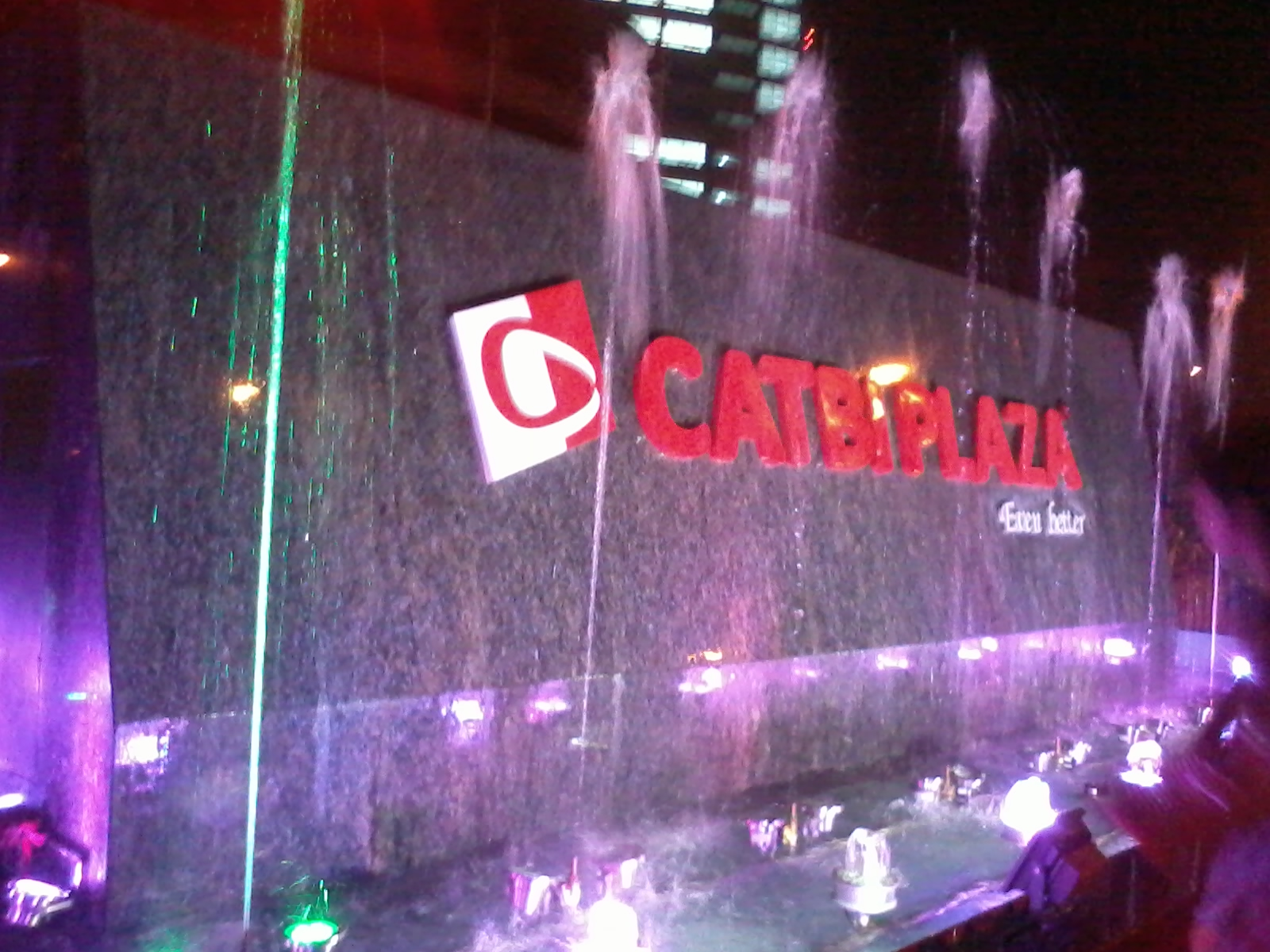
Logo